# Comunità terapeutica
La comunità terapeutica nasce, sin dalle origini, come aperta critica all'istituzione totale ed è configurabile come un'organizzazione la cui principale finalità è la modificazione del comportamento e il recupero di persone deviate dalle norme sociali.

## Origini del termine
L'espressione comunità terapeutica viene riferita a Thomas Main che, nel 1946, descrivendo il lavoro degli psichiatri britannici di Northfield (Inghilterra), si riferì all'ospedale in cui operavano, con il termine “comunità terapeutica”. Tale vocabolo fu ufficializzato nel 1953 dall'Organizzazione mondiale della sanità (OMS), in uno studio sulle organizzazioni psichiatriche internazionali, in cui si suggeriva l'opportunità di trasformare gli ospedali psichiatrici in "comunità terapeutiche".

## Storia
La prima comunità terapeutica fu creata nel 1952, in Inghilterra, dallo psichiatra Maxwell Jones, con l'obiettivo di far partecipare i pazienti, e quindi responsabilizzarli, nella gestione dell'istituzione psichiatrica in cui erano ospitati.
L'idea era quella di trasformare una rigida organizzazione gerarchica, in cui i rapporti erano di tipo “verticale”, in una organizzazione “orizzontale” con un rapporto paritario fra gli utenti e gli operatori sanitari.

### In Italia
Una delle prime sperimentazioni di comunità terapeutica in Italia, fu attivata da Franco Basaglia nei primi anni sessanta nell'ospedale psichiatrico di Gorizia. Il concetto di questo psichiatra, per l'epoca innovativo, era il rifiuto dell'istituzionalizzazione come unico metodo di cura e di recupero del malato psichiatrico.
Dall'esperimento iniziato da Basaglia nel 1962 si arrivò, circa 15 anni dopo, alla legge 180/78 (detta anche Legge Basaglia) che prevedeva la trasformazione dei cosiddetti "manicomi" in luoghi di cura non più reclusivi.
Dopo la Legge 180/78 le comunità terapeutiche si sono moltiplicate su tutto il territorio italiano, operando non solo nell'ambito psichiatrico, ma anche nei settori della devianza, della tossicodipendenza e del disagio sociale.

## Metodi terapeutici
Un elemento essenziale del metodo di cura è lo stretto rapporto che si stabilisce fra il personale e gli utenti che partecipano al lavoro e alle attività della comunità, contribuendo inoltre alle decisioni che li riguardano.
L'aspetto caratteristico di questo metodo è il tentativo di creare e di mantenere il senso della comunità fra gli utenti e il personale.
Altri aspetti del metodo sono rivolti alla psicoterapia individuale, alla terapia di gruppo e a tutte le altre attività relative al gruppo.
Luigi Cancrini, dissertando in materia di “catena terapeutica”, giunge alla seguente conclusione: 
«Se i percorsi per arrivare alla droga sono diversi, diversi risultano i percorsi per uscirne».

## Apertura sociale e coinvolgimento nella comunità
La comunità induce nella persona un modo di “agire” diverso, ciò al fine di far accettare, in seguito, il sistema di convinzioni e di valori entro cui le sue azioni si esplicano e si riflettono.
Il comportamento degli utenti più anziani e degli operatori, spinge in modo intensivo il nuovo arrivato nel gruppo a:
1. comportarsi in conformità alle norme della comunità;
2. avere fiducia negli altri;
3. parlare dei propri problemi ed angosce;
4. lasciarsi coinvolgere come membro attivo della comunità.

Il cambiamento di atteggiamento, da solo, non è un indice di trasformazione della persona ma conduce il soggetto nella giusta direzione di un processo sociale e di una cultura della comunità.

Lo stile di apertura sociale della comunità prevede che le persone:
- agiscano apertamente;
- siano coinvolte;
- siano più responsabili, anche nel momento in cui dovessero sentire una maggiore chiusura o passività.

Di fronte al comportamento problematico della persona che lo sta esprimendo, la cultura della comunità motiva, guida e richiede agli utenti e agli operatori, di esporsi e di assumere di fronte ad esso un atteggiamento finalizzato a produrre un cambiamento.
Nella comunità si possono rinvenire tre gruppi di atteggiamenti:
- elevata apertura sociale iniziale (generalmente si tratta di persone che hanno già avuto precedenti esperienze di vita comunitaria) per cui la terapia comunitaria può portare ad una buona ripresa;
- apertura sociale in aumento dopo alcune settimane di stasi, in questi casi un'eventuale ricaduta tende ad avere un esito comunque buono, anche se intervallato con periodi occasionali di scompenso;
- apertura sociale in costante decremento, le ricadute possono avere un esito sfavorevole con difficoltà alla piena ripresa dell'attività sociale.

## Modelli ed aspettative
I modelli che caratterizzano la vita di comunità, possono essere esemplificati in alcune modalità che comportano:
- la ricerca di una simil-esperienza di rinascita;
- la pedagogia della relazione attraverso un'analisi del rapporto tra i vari ospiti e il feedback comportamentale del singolo;
- il rispetto per se stessi e per gli altri;
- proporre dei percorsi personalizzati a partire dallo specifico disagio avvertito;
- favorire la gradualità dei comportamenti adattivi e delle cognizioni sociali;
- assegnare un valore alla quotidianità;
- facilitare l'assunzione delle proprie responsabilità.

Le aspettative di chi entra in comunità sono costituite principalmente dalla ricerca di una esperienza che possa permettere di sentirsi nuovamente "padroni di se stessi", a volte anche dubitando fortemente che ciò sia possibile.

L'iter prevede che l'aspettativa dell'utente si confronti con le aspettative degli altri ospiti e degli operatori, ciò dovrebbe consentire al soggetto di poter difendere il sentimento di identità personale e di stabilire fra sé e gli altri, quindi tra interno ed esterno, una linea di confine.

Nello stesso tempo, però, entrare in relazione con gli altri comporta una rinuncia a quello che Donald Winnicott chiama il controllo onnipotente sulla paura di dissolversi e l'angoscia di rimanere frammentati o scissi, nel tentativo di includere altre realtà nel proprio mondo inconscio.

In questa continua tensione e lotta interiore, il gruppo può svolgere una funzione di mediazione tra il sistema di valori ideali che la collettività avanza nei confronti del singolo e costituirsi come filtro tra le norme della collettività e l'elaborazione che il singolo può realizzare nella sua vita quotidiana.
I principi fondamentali della comunità terapeutica sono basati sui rapporti di:
1. Democrazia (non applicabili a tutti i contesti)
2. Permissività (non applicabili a tutte le tipologie di comunità)
3. Confronto con la realtà, un modello che implica un rapporto con l'utente basato sulla costante indicazione di come il suo comportamento venga vissuto dagli altri.
4. Comunitarietà, un concetto che presuppone la necessità di:

- favorire la comunicazione;
- facilitare la partecipazione di tutti i membri;
- offrire la condivisione degli obiettivi sia da parte degli operatori che degli ospiti.

La comunità terapeutica implica la definizione di alcuni aspetti comuni fra utenti ed operatori:
1. Alleanza tra il singolo paziente e lo staff degli operatori;
2. Comunità intesa come luogo in cui creare verifiche dinamiche per utilizzarle come fattore di trasformazione;
3. Mandato sociale, inteso come compito della comunità di curare e rieducare l'individuo;
4. Mandato terapeutico, nel senso di consentire all'individuo l'acquisizione di una identità sana e adulta, la capacità di sapersi distinguere dagli altri e di ritornare nel contesto sociale, dotato di maggiori competenze, abilità e competenze trasversali, rispetto a quando è entrato nella comunità terapeutica.